# Hřebenovka Ceské Svycarsko
De Hřebenovka Ceské Svycarsko is een langeafstandswandelpad in Tsjechië. Het pad door Boheems Zwitserland (Nationaal park České Švýcarsko) is 101 kilometer lang en heeft zes etappes. Hřebenovka ontstond in het eerste deel van de 20e eeuw; de historische route liep van Aš in het Ertsgebergte naar Praděd in Moravië. De huidige wandelroute loopt vanaf Petrovice door het Elbezandsteengebergte naar de hoogste tafelberg van het land, Děčínský Sněžník, via Děčín, Hřensko, Krásná Lípa tot eindpunt Stožecké sedlo.